# 棗 (茶器)

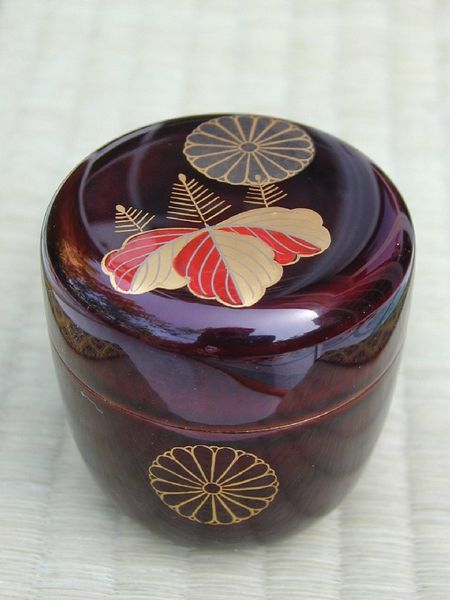
棗（個人蔵）

棗（なつめ）は、抹茶を入れるのに用いる茶器の一種。木製漆塗りの蓋物容器で、植物のナツメの実に形が似ていることから、その名が付いたとされる。
棗には濃茶用と薄茶用がある。なお、濃茶を入れる陶器製の茶入（濃茶器）に対して、薄茶を入れる塗物の器を薄茶器（薄器）といい、棗はこの薄茶器の総称として用いられる場合も多い（その歴史に関しては薄茶器の項目を参照）。薄茶用には、蒔絵などの柄がついており、濃茶用は黒の単色である。

## 歴史
棗は、室町時代中期の茶人・村田珠光に塗師の羽田五郎が納めたものが最初とされるが、研究者からは疑問視されている。これは藤田美術館他に羽田五郎作の伝来を持つ古様の棗が数点現存しているものの、史料による裏付を持たないためである。また、戦国時代の茶人・武野紹鷗好みとする棗も現存しているが、同様に疑問視されている。
それよりも『隔蓂記』の寛永20年（1643年）の記述に梅の花が棗に入れられているという記述があり、これは江戸時代初期までは棗が茶器に限らず用いられていた証左とされている。またこの説により、江戸時代元禄期の茶書『源流茶話』（藪内竹心）に記載されている棗が、肩衝茶入の挽屋を転用したものであるという記述も信憑性を失っている。これらを踏まえて研究家の内田篤呉は、棗も茶器の薬籠（ヤロウ）などと同様に、薬などを入れていた漆塗りの器の一種から転用されたものであろうという推測をしている。
確実な記録としては、『天王寺屋茶会記』の永禄7年（1564年）8月20日の津田宗達の茶会で用いられたのが初例であり、他の木製の茶器（薄茶器参照）よりも随分と下っていることが判明している。この後千利休好みとされる棗が利休系統の茶人の間で用いられるようになり、江戸時代には薄茶器として一般化する。
本来は黒漆塗りのシンプルなものであり、その非装飾的な造形からは見所により「名物」として優劣をつけられていた茶入を尊んだ既存の茶の湯への抵抗を読み取ることが出来る。また形は利休型とされる大棗・中棗・小棗が基本形となっているが、多くのバリエーションを持つ。
しかし次第に茶入と同時に用いられるようになることで、書院飾りに適した豪華な蒔絵が施されるようになった（室町時代とされる蒔絵の棗も現存しているが、これは本来は茶器ではなかった可能性を想定する必要がある）。
元々は抹茶を入れる容器だが高級食材など他の物を入れることもあり、落語『酢豆腐』では腐った豆腐を棗に入れて高級品に見せかける。